# Romanizzazione Yale
La romanizzazione Yale (o latinizzazione Yale) indica i quattro sistemi creati a uso del personale militare degli Stati Uniti d'America a partire dalla Seconda guerra mondiale per la romanizzazione o latinizzazione (ossia per la trascrizione in caratteri latini) delle quattro principali lingue dell'Asia orientale: il cinese standard, il cantonese, il coreano e il giapponese.
Le quattro romanizzazioni, pur avendo la stessa base, non sono però legate tra loro, nel senso che la stessa lettera in un sistema può non rappresentare lo stesso suono in un altro.
Le romanizzazioni Yale sono state per lungo tempo utilizzate negli Stati Uniti per insegnare le suddette lingue asiatiche agli studenti civili, ma sono oggi oscure e poco adoperate dalle accademie linguistiche.
L'insegnamento del mandarino, ad esempio, si serve praticamente sempre del Hanyu Pinyin.
Il McCune-Reischauer, che precede lo Yale, dominò la romanizzazione coreana per parecchie decine di anni, ma ha recentemente perso terreno sulla revisione della romanizzazione molto più di qualunque sistema basato sul metodo Yale.